# Longtemps, je me suis couché de bonne heure

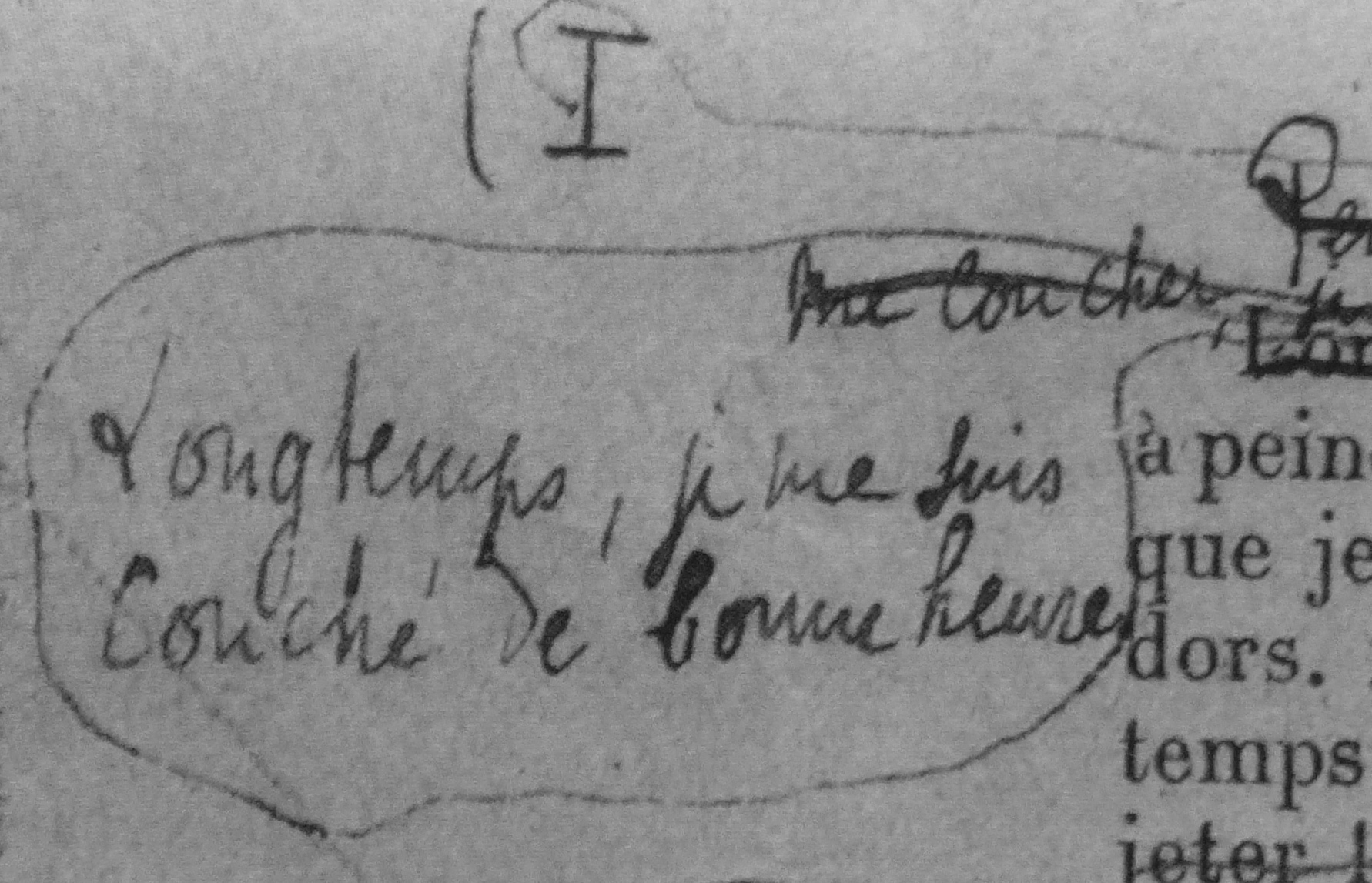
Note manuscrite de Proust : Longtemps, je me suis couché de bonne heure.

« Longtemps, je me suis couché de bonne heure » est l'incipit de Du côté de chez Swann (1913), premier tome du roman À la recherche du temps perdu de l'écrivain français Marcel Proust. Il s'agit là de l'une des phrases les plus célèbres de la littérature française. Pour certains, elle résume à elle seule toute La Recherche.

## Premier chapitre
Les premières phrases du roman sont les suivantes : 

« Longtemps, je me suis couché de bonne heure. Parfois, à peine ma bougie éteinte, mes yeux se fermaient si vite que je n’avais pas le temps de me dire : « Je m’endors. » Et, une demi-heure après, la pensée qu’il était temps de chercher le sommeil m’éveillait ; je voulais poser le volume que je croyais avoir encore dans les mains et souffler ma lumière ; je n’avais pas cessé en dormant de faire des réflexions sur ce que je venais de lire, mais ces réflexions avaient pris un tour un peu particulier ; il me semblait que j’étais moi-même ce dont parlait l’ouvrage : une église, un quatuor, la rivalité de François Ier et de Charles Quint. Cette croyance survivait pendant quelques secondes à mon réveil ; elle ne choquait pas ma raison mais pesait comme des écailles sur mes yeux et les empêchait de se rendre compte que le bougeoir n’était plus allumé. Puis elle commençait à me devenir inintelligible, comme après la métempsycose les pensées d’une existence antérieure ; le sujet du livre se détachait de moi, j’étais libre de m’y appliquer ou non ; aussitôt je recouvrais la vue et j’étais bien étonné de trouver autour de moi une obscurité, douce et reposante pour mes yeux, mais peut-être plus encore pour mon esprit, à qui elle apparaissait comme une chose sans cause, incompréhensible, comme une chose vraiment obscure. Je me demandais quelle heure il pouvait être ; j’entendais le sifflement des trains qui, plus ou moins éloigné, comme le chant d’un oiseau dans une forêt, relevant les distances, me décrivait l’étendue de la campagne déserte où le voyageur se hâte vers la station prochaine ; et le petit chemin qu’il suit va être gravé dans son souvenir par l’excitation qu’il doit à des lieux nouveaux, à des actes inaccoutumés, à la causerie récente et aux adieux sous la lampe étrangère qui le suivent encore dans le silence de la nuit, à la douceur prochaine du retour. »

## Adaptations et références culturelles à l'incipit
Longtemps, je me suis couché de bonne heure est aussi le titre d'un essai de Roland Barthes, conférence au Collège de France imprimée en 1982 et d'un roman de Jean-Pierre Gattégno, publié en 2004 chez Actes Sud. Cette phrase parodiée a également été utilisée pour le titre d'ouvrages d'hommes de radio travaillant dans les matinales : Longtemps, je me suis levé de bonne heure est un livre de souvenirs de Philippe Caloni (1987) et un recueil de chroniques de Guy Carlier (2007). Le titre du roman de Daniel Picouly Longtemps je me suis couché de bonheur (2020) joue sur l'homophonie entre les deux phrases.
Dans 35 Variations sur un thème de Marcel Proust, publié en 1974, Georges Perec propose de façon ludique certaines contraintes oulipiennes à partir de cette phrase comme texte-souche.

### Sources centrées sur l'incipit
- Ryoji Hayashi, « Sur la période que recouvre le mot « Longtemps » au début d'A la recherche du temps perdu », Études de langue et littérature françaises, vol. 46,‎ 1985, p. 101–117 (DOI 10.20634/ellf.46.0_101).
- Hiroyuki Narusawa, « Sur l'incipit d'A la recherche du temps perdu », フランス文学, vol. 18,‎ 15 juin 1991, p. 33–44 (lire en ligne).
- Luzius Keller et Nathalie Mauriac Dyer, « Découverte d'un inédit : du nouveau sur l'incipit d'À la recherche du temps perdu (Marcel Proust) », Genesis, no 27,‎ 2006, p. 141–157 (DOI 10.3406/item.2006.1393).
- Maya Lavault, « Du côté de l’incipit de la Recherche : la genèse de la fiction selon Proust », Genesis, no 36,‎ 2013, p. 91–104 (DOI 10.4000/genesis.1141).